# Sesamia cyrnaea
Sesamia cyrnaea är en fjärilsart som beskrevs av Paul Mabille 1866. Sesamia cyrnaea ingår i släktet Sesamia och familjen nattflyn. Inga underarter finns listade i Catalogue of Life.